# Buchpreisbindungsgesetz
Das Buchpreisbindungsgesetz bestimmt, dass in Deutschland Bücher der Buchpreisbindung unterliegen. Es soll dem Schutz des Kulturgutes Buch dienen. Mit der Einführung des Gesetzes sollte die Buchpreisbindung, die bisher über den Sammelrevers in Verbindung mit der Ausnahmeregelung des § 15 GWB a.F. gesichert war, geschützt werden, nachdem der Sammelrevers nicht mit dem Europarecht vereinbar war.
Die Buchpreisbindung verpflichtet alle Verlage und Importeure, einen festen Buchpreis festzulegen (§ 5). Auch Verlage, die eine freie Marktpreisbildung ihrer Bücher wünschen, unterliegen der Verpflichtung. Die Buchpreisbindung gilt mindestens 18 Monate ab Erscheinungsdatum des Werkes.